# Won't Get Fooled Again
"Won't Get Fooled Again" is een Engelstalig rocknummer gemaakt door de Britse rockband The Who. Het nummer is geschreven door gitarist en bandlid Pete Townshend en is verschenen in singleversie en op de plaat Who's Next.

## Opbouw
Het nummer verscheen in 1971 op het album  Who's Next en is later verschenen op verschillende andere opnamen, zoals de live soundtrack van de documentaire over The Who: The Kids Are Alright. Won't Get Fooled Again is vooral bekend geworden door het jengelende orgel, uit foto's van de studio is te zien dat het een
1968 Lowrey Berkshire Deluxe TBO-1 orgel is. De output van het orgel gaat naar de input van een EMS VCS3 mk1 synthesizer. Deze mk1 maakt het geluid automatisch donker en weer helder. Het orgel is het hele nummer op de achtergrond aanwezig, totdat het instrument rond ongeveer 06.35 de achtergrond verruilt voor de voorgrond en er een "solo" ontstaat. Een climax volgt doordat Keith Moon op 07.31 het drumstel weer weet te vinden en hij de solo overneemt. Deze wordt gevolgd door een krachtige schreeuw op het tijdstip van 07.45 door zanger Roger Daltrey. Het nummer is in verhouding tot de meeste nummers van The Who vrij lang met zijn acht à negen minuten. Er is ook een kortere versie van het nummer uitgebracht (± 6 minuten), die op radio en op programma's als Top of the Pops te zien en beluisteren was/is.

## Betekenis
Zoals zoveel andere nummers wordt er door veel luisteraars gediscussieerd over de betekenis van Won't Get Fooled Again. Één interpretatie is dat het nummer zich verzette tegen de "revolutie" uit de sixties. Om deze redenen werd het nummer verboden in Zuid-Korea, totdat in 1990 de democratie ook hier de vrije hand kreeg. Zo ook de laatste regels van het nummer: "Meet the new boss, same as the old boss", waarmee bedoeld wordt dat een revolutie niets helpt: de nieuwe baas is geen spat beter dan de oude. In een interview dat een Amerikaanse gepensioneerde luitenant-generaal in het TIME Magazine in april 2006 gaf, sprak hij over het nummer en noemde hij het een "anti-oorlogsnummer" dat "een zin van verraad door de leiders van de natie overbracht, die ons land in een dure en onnodige oorlog in Vietnam geleid hadden".

## Gebruik in demedia
- "Won't Get Fooled Again" wordt gebruikt als de titelsong van de televisieserie CSI: Miami, dat te zien was op RTL 5 en VT4.
- "Won't Get Fooled Again" werd gebruikt in een aflevering van The Simpsons in episode BABF20 ("A Tale of Two Springfields"), waarin The Who een 'gastoptreden' verzorgde.
- "Won't Get Fooled Again" is ook gebruikt voor de reclame van de Nissan Maxima die in 2000 nieuw uitkwam.
- "Won't Get Fooled Again" werd gebruikt als achtergrondmuziek in de documentaire Supersize Me van Morgan Spurlock.
- Een deel van het nummer "Won't Get Fooled Again" werd ook bij de serie House MD gebruikt.
- Michael Moore wilde het nummer gebruiken om het einde van zijn documentaire Fahrenheit 9/11 kracht bij te zetten. De reden dat Moore dit wilde gebruiken was dat President Bush voor zijn herverkiezing had gezegd: —  "There's an old saying in Tennessee — I know it's in Texas, probably in Tennessee — that says, fool me once, shame on — shame on you. Fool me — you can't get fooled again." Vertaling: "((...) Hou me voor de gek, je kunt niet nogmaals voor de gek gehouden geworden"). Desalniettemin werd de toestemming geweigerd en werd het nummer "Rockin' in the free world" van Neil Young gebruikt. Pete Townshend heeft later gezegd dat hij geen toestemming aan Moore had gegeven omdat deze hem had "gepest" over zijn weigering en verdedigde zijn standpunt ook nog eens door te zeggen dat hij "niet overtuigd" was door Moore's laatste film: Bowling for Columbine.[2]
- Een Remix versie van "Won't Get Fooled Again" werd gebruikt in het racespel Need for Speed: Most Wanted (2012).

## Benefiet
The Who speelde/speelt dit nummer op verschillende benefietconcerten:
- In 1985 hebben zij dit nummer gebruikt in de setlist van Live Aid in het Wembley Stadium, samen met "My Generation" en "Love, Reign O'er Me".
- Toen in 2001 aanslagen werden gepleegd op het World Trade Center en het Pentagon heeft The Who "Won't Get Fooled Again" gespeeld op het benefietconcert "Concert for New York" samen met de songs "Who Are You", "Baba O'Riley" en "Behind Blue Eyes".
- Ook op Live 8 op 2 juli 2005 steunde The Who Bob Geldof. Dit keer was de setlist "Who Are You" samen met "Won't Get Fooled Again" en vond het gebeuren plaats in het Hyde Park in Londen, waar zij speelden voor 200.000 mensen.

## NPO Radio 2 Top 2000
| Nummer met noteringen in de NPO Radio 2 Top 2000 | '00 | '01 | '02 | '03 | '04 | '05 | '06 | '07 | '08 | '09 | '10 | '11 | '12 | '13 | '14 | '15 | '16 | '17  | '18  | '19  | '20  | '21  | '22  | '23  | '24  |
| ------------------------------------------------ | --- | --- | --- | --- | --- | --- | --- | --- | --- | --- | --- | --- | --- | --- | --- | --- | --- | ---- | ---- | ---- | ---- | ---- | ---- | ---- | ---- |
| Won't Get Fooled Again                           | 713 | 514 | 408 | 397 | 398 | 369 | 418 | 513 | 434 | 423 | 468 | 520 | 551 | 492 | 625 | 731 | 940 | 1059 | 1757 | 1471 | 1665 | 1774 | 1540 | 1755 | 1643 |

1. ↑  Een vetgedrukt getal geeft de hoogste notering aan.
2. ↑  2000 was het eerste jaar met een notering voor dit nummer.

## Trivia
- Het nummer staat op #133 op de Lijst van Rolling Stone's 500 beste nummers aller tijden.
- Stond #1 in National Review Online's 50 Beste conservatieve Rock songs.
- In maart 2005 plaatste Q magazine het nummer op #7 in de lijst van de 100 beste gitaarnummers.